# Едуард Бухнер
Едуард Бухнер (Минхен, 20. мај 1860 — Фокшани, 13. август 1917) је био немачки хемичар. Добитник је Нобелове награде за хемију 1907. за истраживања ферментације.

## Биографија
Рођен је у Минхену. Започео је студије хемије у хемијској лабораторији од Ерленмејера старијег. Око 1884. започиње да ради хемију са будућим нобеловцем Адолфом фон Бајером, а ботанику са фон Негелијем. Око 1885. ради под надзором свога брата и тада се појавио његов први рад о утицају кисеоника на ферментацију. Након једног периода рада код Ота Фишера у Ерлангену одбранио је 1888. докторску тезу у Минхену.
Постаје доцент код Адолфа фон Бајера. Ту је добио и помоћ у опреми мале лабораторије за ферментацију и 1893. започиње са првим експериментима на 
ферментацији, односно на садржају ћелија квасца. Међутим савет лабораторије је био мишљења да је то узалудан посао, јер су дотад ћелије квасца и њихово млевење били дуго добро проучавани. Сматрали су да се ту нема што да истражује. Због тога напушта та истраживања следеће три године. Долази у Кил 1893, где постаје професор 1895. Током 1896. ради у Тибингену, а током љетњег распуста обнавља у Минхену рад на садржају ћелија квасца. Ту му је брат био у управном одбору, тако да је добио средства потребна за истраживање. Коначно 9. јануара 1897. објављује рад „О алкохолној ферментацији без ћелија квасца“. Његови експерименти постају значајни и од 1898. ради у Берлину. Радови на ферментацији постају јако битни за индустрију шећера.
Добио је 1907. Нобелове награде за хемију за истраживања ферментације.
Током Првог светског рата био је мајор у пољској болници у Румунији. Рањен је 3. августа 1917. и умро је од рана девет дана касније.